# Wahlsperre
Als Wahlsperre wird im Allgemeinen die in Deutschland vorgeschriebene Software-Vorrichtung eines Wählleitungs-Modems bezeichnet, die bewirkt, dass nach einer bestimmten Anzahl von erfolglosen Wählversuchen die weitere Wahl von Rufnummern gesperrt wird.

## Geschichte
Bis Mitte der 1980er Jahre war in Deutschland der Betrieb von nicht posteigenen Modems verboten. Mit der Liberalisierung des Telefonmarktes und der zunehmenden Verbreitung von Modems in den 1990er Jahren wurde vom Bundesamt für Zulassungen in der Telekommunikation (BZT), das spätere Bundesamt für Post und Telekommunikation (BAPT) der Einbau einer Wahlsperre vorgeschrieben, um damit eine Überlastung des Telefonnetzes zu vermeiden. Genau genommen betrifft diese Vorschrift neben Modems auch alle sonstigen Endgeräte, die über eine automatische Wählfunktion verfügen.

## Funktion
Werden bei der automatischen Anwahl die Wählversuche in einem zeitlichen Abstand kleiner als 30 Sekunden zum jeweils nächsten Wählversuch unternommen, dann tritt nach dem 12. Wählversuch die Wahlsperre in Kraft und dem Nutzer wird die Fehlermeldung „DIAL LOCKED“ oder „NO DIALTONE“ angezeigt. Diese wird erst wieder deaktiviert, wenn 120 Minuten lang kein Wählversuch vorgenommen wird oder ein „manueller Eingriff“ erfolgt (z. B. durch Abschaltung und Neustarten des Modems oder durch Eingabe eines speziellen Kommandos).
Bei den Geräten der meisten Hersteller lässt sich die Wahlsperre über ein spezielles Kommando des so genannten AT-Befehlssatzes deaktivieren beziehungsweise umgehen. Da diese Kommandos allerdings die Funktionalität des Modems manipulieren, verlieren diese streng genommen durch Eingabe des Kommandos die BZT-Zulassung und der Betrieb am deutschen Telefonnetz wird somit illegal. Aus diesem Grund wurden die Kommandos von den Herstellern nicht offiziell bekanntgegeben und nicht in den Bedienungsanleitungen abgedruckt. Allerdings wurden sie meist in Fachzeitschriften oder Onlineforen veröffentlicht.

## Heutiger Stand
Aus heutiger Sicht kann die Wahlsperre als Kuriosität in der Geschichte der Telekommunikation betrachtet werden. Mit der Digitalisierung des Telefonnetzes und der zunehmenden Verbreitung von Breitbandanschlüssen (DSL) ging der Einsatz von Wählleitungsmodems stark zurück und eine Wahlsperre wurde somit überflüssig.

## Sonstige Bedeutung
Eine andere Form der Wahlsperre ist auch in vielen Mobil- und Festnetztelefonen vorhanden, um diese vor unbefugter Verwendung zu schützen. Sie dient der Sperre von bestimmten Rufnummern oder Vorwahlen, um z. B. die Anwahl von teuren 0900-Nummern zu verhindern oder nur die Anwahl von Notruf-Nummern zu erlauben. Für Festnetztelefone, die nicht über diese Funktion verfügen, gibt es auch Vorschaltgeräte – so genannte „Dial-Blocker“ – die zwischen Telefon und Telefonanschluss angeschlossen werden können.